# Солдатське (Вознесенський район)
Солда́тське — село в Україні, у Бузькій сільській громаді Вознесенського району Миколаївської області. Населення становить 120 осіб.

## Населення

### Мова
Розподіл населення за рідною мовою за даними :
| Мова            | Кількість | Відсоток |
| --------------- | --------- | -------- |
| українська      | 106       | 88.33%   |
| російська       | 12        | 10.00%   |
| румунська       | 1         | 0.83%    |
| інші/не вказали | 1         | 0.84%    |
| Усього          | 120       | 100%     |

## Уродженці
У селі народився двічі Герой Радянського Союзу Василь Михлик.